# 牛耳朵
牛耳朵（学名：Chirita eburnea）为苦苣苔科唇柱苣苔属下的一个种。

## 扩展阅读
- 維基物種上的相關：牛耳朵